# Steve Gnitka
Stephen Craig „Steve“ Gnitka (* 13. Mai 1953; † 14. April 2023) war ein US-amerikanischer Jazzmusiker (Gitarre, auch Komposition), der meist in der Region Minneapolis aktiv war.
Gnitka arbeitete ab 1975 im Free Jazz Ensemble des Multiinstrumentalisten Milo Fine, mit dem er u. a. 1976 das Album Hah! bei HatHut Records (1978) einspielte, gefolgt von dem gleichfalls im Duo aufgenommenen Album The Constant Extension of Inescapable Tradition (1978). In Paris spielte er 1979 mit Joe McPhee (sowie André Jaume, Jean-Charles Capon, Milo Fine, Raymond Boni und Pierre-Yves Sorin), wobei das Album Old Eyes (1990) entstand, das 1992 als Old Eyes & Mysteries wiederveröffentlicht wurde. In den folgenden 30 Jahren wirkte er in Minneapolis bei weiteren Auftritten und Alben von Milo Fines Free Jazz Ensemble mit, wie Get Down! Shove It! It's Tango Time! (1981), Another Outbreak of Iconoclasm (Two Eggs, Slightly Beaten) (1995), Surges-Suspensions, Comme Toujours (1998), KOI/KOPS (2000), Towards "Der Andere Zustand" (Another Artistic Triumph) (2003) und 2019 in unterschiedlichen Konstellationen auf The Untenability of Sentience & More Wistful Tunes for the Sincere (2009). Zuletzt spielte Gnitka mit Fine und dem Elektroniker Viv Corringham 2011 (dokumentiert auf dem Doppelalbum You Will Not Be Pressed to Buy). Im Bereich des Jazz war er laut Tom Lord zwischen 1976 und 2009 an 23 Aufnahmesessions beteiligt.